# Mona Lisa (песня)
«Mona Lisa» — песня Нэта Кинга Коула.
В 1992 году оригинальный сингл Нэта Кинга Коула с этой песней (вышедший в 1950 году на лейбле Capitol Records) был принят в Зал славы премии «Грэмми».
Кавер-версии песни делали многие музыканты, в том числе Джим Ривз, Элвис Пресли, Шейкин Стивенс, Натали Коул, Израэль Камакавивооле, Бинг Кросби, Гарри Конник-мл., Конвей Твитти, Брайан Сетцер, Энди Уильямс, Фил Оукс, Вилли Нельсон, «Me First and the Gimme Gimmes», «The Neville Brothers», «Restless» и другие.